# Memnon ou la sagesse humaine
Memnon, ou la sagesse humaine est un conte philosophique de Voltaire paru en 1749.

## Résumé
Memnon a décidé d’être parfaitement sage. Il va donc renoncer aux passions, rester sobre, vivre sur sa fortune sans devoir faire sa cour, et cultiver ses amis.
Hélas, il se laisse séduire par une dame dont se dépêtrer lui coûte fort cher. Il s’enivre au jeu avec ses amis, ce qui dans la bagarre lui coûte un œil. Son banquier fait faillite, mais le roi avec son satrape refusent sa plainte et se moquent de lui.
Un esprit céleste lui apparaît en songe et lui conseille, pour être « assez heureux », de ne jamais faire « le sot projet d’être sage. » Quand il ajoute que Tout est bien, Memnon lui répond qu’il ne le croira que quand il ne sera plus borgne.

## Histoire éditoriale
Voltaire compose Memnon fin 1748, quelques mois après Zadig. Le conte paraît fin 1749 sous le simple titre de Memnon dans un Recueil de pièces en vers et en prose. Le sous-titre, ou la sagesse humaine, est ajouté en 1756 pour l'édition des Mélanges de littérature paraissant chez Cramer.
Memnon est réimprimé en totalité dans l’article Confiance en soi-même des Questions sur l’Encyclopédie (1770), précédé de quatre vers :
Nous tromper dans nos entreprises,

C’est à quoi nous sommes sujets ;

Le matin je fais des projets,

Et le long du jour des sottises.
La réception est louangeuse. Pierre Clément, dans Cinq Années littéraires considère Memnon comme « une des plus jolies bagatelles qui lui aient passé par la tête. C’est un tout si rond, si bien fait, si dépendant du concours de chaque partie, qu’il n’y en a aucune qui puisse aller seule sans se faire un tort infini ; et voilà ce que c’est qu’un bon conte. »

## Analyse
Le conte met en scène la stupidité humaine, et nie en même temps une quelconque providence bienveillante. Il met en scène l'incapacité pour l’homme de trouver le bonheur par ses propres forces, et donc démontre l'impuissance de la philosophie. 
Cependant, ce n’est pas Memnon lui-même qui est tourné en ridicule, mais uniquement son plan. Ainsi que son pseudo ange gardien, incapable de le protéger et de le consoler, et qui finit par trouver lui aussi que la terre est une maison de fous.
Memnon peut être considéré comme une relecture critique des Discours en vers sur l’homme de 1738, où s’exprimait un optimisme sans réserves. Si le conte débouche sur un entretien comparable à celui de l’ange Jesrad avec Zadig, la fin est moins artificiellement optimiste : Memnon ne se laisse pas convaincre, parce que, devenu borgne, il a été atteint de manière irréparable.